# صبحي القاسم
صبحي عبد الفتاح أحمد القاسم (أبو أسامة؛ وُلد في 1934 في بلعا، طولكرم – توفي في 25 مايو 2020 في عمان)، سياسي وبروفيسور فلسطيني أردني.

## نشأته وتحصيله العلمي
وُلد صبحي عبد الفتاح أحمد القاسم عام 1934 في بلدة بلعا في محافظة طولكرم، تلقى تعليمه في معهد خضوري الزراعي في مدينة طولكرم. حصل في أغسطس 1959 على درجة الدكتوراه في «علم أمراض النبات وتربية النبات» من جامعة مينيسوتا في الولايات المتحدة الأمريكية.

## مناصبه وحياته العملية
- مدير مكتبة الجامعة الأردنية، منذ 27 ديسمبر 1967 وحتى 17 نوفمبر 1968.[5]

- مؤسس كلية الزراعة في الجامعة الأردنية،[6] وأول عميد لها، وذلك خلال الفترة منذ عام 1973 وحتى عام 1980.[7]
- عميد كلية العلوم بالجامعة الأردنية، منذ عام 1980 وحتى عام 1984.[8]
- عميد كلية الدراسات العليا في الجامعة الأردنية، عام 1986.[4]

- وزير الزراعة الأردني، عام 1991، في حكومة طاهر المصري.[9]

## أبرز مؤلفاته
- كتاب «أمراض الخضروات في الأردن»، عام 1986.[10]
- كتاب «الأمن الغذائي العربي: حاضره ومستقبله»، عام 1993.[11]
- كتاب «تحديات الأمن الغذائي العربي»، مراجعة وتقديم، عام 2009.[12]

## أوسمة
منحه الملك الأردني الحسين بن طلال الأوسمة التالية:
- وسام الكوكب الأردني.[13]
- وسام الاستقلال الأردني.[13]

## وفاته
توفي صبحي القاسم في الأردن يوم الاثنين 25 مايو 2020، عن عمرٍ ناهز 86 عامًا، ودفن في مقبرة أم الحيران بالعاصمة عمان.